# Robert F. Overmyer
Robert F. Overmyer, född 14 juli 1936, död 22 mars 1996, var en amerikansk officer (överste) i USA:s marinkår, testpilot och astronaut uttagen i astronautgrupp 7 den 14 augusti 1969.

## Rymdfärder
- STS-5
- STS-51-B